# Holopogon cognatus
Holopogon cognatus là một loài ruồi trong họ Asilidae. Holopogon cognatus được Richter miêu tả năm 1964. Loài này phân bố ở vùng Cổ Bắc giới.